# موريتز سبرنجر
موريتز سبرنجر (بالألمانية: Moritz Sprenger)‏ هو لاعب كرة قدم ألماني، ولد في 22 فبراير 1995 في ماغديبورغ في ألمانيا. لعب مع نادي فولفسبورغ.

## وصلات خارجية
- موريتز سبرنجر على موقع قاعدة بيانات كرة القدم.إي يو (الإنجليزية)
- موريتز سبرنجر على موقع عالم كرة القدم.نت (الإنجليزية)
- موريتز سبرنجر على موقع AS.com (الإسبانية)